# Rodrigo Ponce de León (m. 1630)
Rodrigo Ponce de León (Marchena (Sevilla), 31 de diciembre de 1545-Marchena, 16 de enero de 1630), III duque de Arcos y grande de España, IV marqués de Zahara, III conde de Casares, IV conde de Bailén, señor de Marchena y de Villagarcía de la Torre.

## Biografía
Era hijo de Luis Cristóbal Ponce de León, II duque de Arcos con Grandeza de España, III marqués de Zahara etc., y María de Toledo y Figueroa, hija del III conde de Feria, Lorenzo Suárez de Figueroa. En 1573, a la muerte de su padre, le sucedió en todos los títulos de la Casa.
Dedicado a la milicia, Felipe II decidió nombrarlo capitán general de las costas de Andalucía. En 1580 ordenó a su capitán, el alcaide Juan de Luzón, que se encargase del reclutamiento y alistamiento de las tropas necesarias para participar en la anexión de Portugal. Años después, en 1587, intervino con 100 lanzas y 500 hombres en la defensa de Cádiz, ciudad que estaba siendo amenazada por los piratas ingleses comandados por Francis Drake.
En marzo de 1597, el monarca le concedió al duque una facultad real para que hipotecase bienes de su mayorazgo por un valor de 9000 ducados de principal, a fin de que así pudiese «poner a punto los sesenta jinetes con que os mando servir».
En 1601, recibió el collar de la Orden del Toisón de Oro.
Falleció el sábado 16 de enero de 1630, en la villa de Marchena. En el testamento que redactó, ordenaba que sus restos fuesen depositados en la Iglesia de San Pedro Mártir, donde estaban los de su padre y su abuelo.

## Matrimonio y descendencia
En 1570 contrajo matrimonio con Teresa de Zúñiga y Sotomayor (m. 14 de enero de 1609), hija de Francisco de Zúñiga y Sotomayor, duque de Béjar, y de su primera esposa, Guiomar de Mendoza y Aragón. De esta unión nacieron dos hijos:
- María Ponce de León. (n. 1572)
- Luis Ponce de León y Zúñiga (1573-1605), V marqués de Zahara, quien casó con Victoria Álvarez de Toledo y Colonna y tuvo a Rodrigo, quien sucedió a Rodrigo Ponce de León, su abuelo, en el ducado de Arcos.[6]